# Donacia brevicornis
Donacia brevicornis is een keversoort uit de familie bladkevers (Chrysomelidae). De wetenschappelijke naam van de soort werd in 1810 gepubliceerd door Ahrens.